# Les Trois Mousquetaires (film, 2011)
Pour les articles homonymes, voir Les Trois Mousquetaires (homonymie).
Pour plus de détails, voir Fiche technique et Distribution.
Les Trois Mousquetaires (The Three Musketeers) est un film anglo-germano-franco-américain, réalisé par Paul W. S. Anderson et sorti en 2011. 
Il s'agit d'une nouvelle adaptation cinématographique — la première réalisation en 3D — du roman du même nom d'Alexandre Dumas. Le film arbore un style assez éloigné de l’œuvre originale et y ajoutant un style rétrofuturiste steampunk, particulièrement clockpunk.

## Synopsis
En l'an 1625 à Venise, Athos, Aramis et Porthos, sont trois mousquetaires du roi Louis XIII spécialisés dans les arts du combat. Avec l'aide de Milady de Winter, ils volent un document secret. Tout semble bien se passer jusqu'à ce qu'ils soient trahis par Milady, espionne à la solde du cardinal de Richelieu. Elle leur vole le document et s'enfuit avec le duc de Buckingham. 
Un an plus tard, un jeune Gascon nommé d'Artagnan arrive à Paris pour devenir mousquetaire. C'est là que, pour avoir involontairement et successivement dérangé les trois mousquetaires, sans savoir qui ils sont, il se doit de les défier en duel pour réparation. Mais les duels étant interdits par le cardinal, les quatre hommes sont surpris par ses gardes, s'allient pour leur livrer bataille et les mettent en déroute. C'est lors de cette victoire qu'il rencontre la jeune Constance Bonacieux, une suivante de la reine Anne d'Autriche. Le roi Louis XIII dirige le royaume, mais son extrême jeunesse (il n'a guère plus de vingt ans) fait qu'il s'intéresse surtout à la mode, tout en cherchant à faire comprendre à la belle jeune reine qu'il est profondément amoureux d'elle.
En compagnie de ses nouveaux compagnons, d'Artagnan affronte le cardinal de Richelieu et ses deux dangereux sbires, Milady de Winter et le comte de Rochefort, lesquels, alliés au duc de Buckingham, veulent empêcher Louis XIII de régner, et plonger l'Europe dans la guerre.

## Fiche technique
- Titre original : The Three Musketeers
- Titre français : Les Trois Mousquetaires
- Réalisation : Paul W. S. Anderson
- Scénario : Paul W. S. Anderson et Andrew Davies, d'après le roman Les Trois Mousquetaires d'Alexandre Dumas
- Décors : Paul Denham Austerberry
- Costumes : Pierre-Yves Gayraud
- Photographie : Glen MacPherson
- Montage : Alexander Berner
- Musique : Paul Haslinger
- Production : Paul W. S. Anderson, Jeremy Bolt (en) et Robert Kulzer
- Sociétés de production : Summit Entertainment (États-Unis) Constantin Film (Allemagne), Impact Pictures et New Legacy (Royaume-Uni), Nouvelles éditions de films (France) avec la participation du Deutscher Filmförderfonds et des
- Sociétés de distribution : Summit Entertainment, E1 Entertainment, UGC Distribution (France)
- Budget : entre 58 et 75 000 000 USD[4],[5]
- Pays d'origine :  Royaume-Uni,  Allemagne,  France,  États-Unis
- Langues originales : anglais, français, allemand
- Format : couleur – 35 mm – 2,35:1 (scope, RealD[Note 2]) – son DTS / SDDS
- Genres : aventures, action, film de cape et d'épée, romance
- Durée : 110 minutes
- Dates de sortie :
  - Allemagne : 1er septembre 2011
  - Belgique, Royaume-Uni et France : 12 octobre 2011
- Classification[6] :
  - États-Unis : PG-13
  - France : tous publics

## Distribution
- Logan Lerman (VF : Juan Llorca) : D'Artagnan
- Matthew Macfadyen (VF : Rémi Bichet) : Athos
- Ray Stevenson (VF : Patrick Bonnel) : Porthos
- Luke Evans (VF : Dimitri Rataud) : Aramis
- Milla Jovovich (VF : Barbara Kelsch) : Milady de Winter
- Orlando Bloom (VF : Denis Laustriat) : le duc de Buckingham
- Christoph Waltz (VF : Alain Lenglet) : le cardinal de Richelieu
- Gabriella Wilde (VF : Barbara Probst) : Constance Bonacieux
- Mads Mikkelsen (VF : Julien Kramer) : le comte de Rochefort
- Juno Temple (VF : Lisa Martino) : la reine Anne d'Autriche
- Freddie Fox (VF : Vincent de Bouard) : Louis XIII
- Til Schweiger : Cagliostro
- James Corden (VF : Franck Lorrain) : Planchet
- Carsten Norgaard : Jussac
- Helen George : la jeune blonde séduite par Aramis
- Dexter Fletcher : le père de d'Artagnan
- Jane Perry : la mère de d'Artagnan

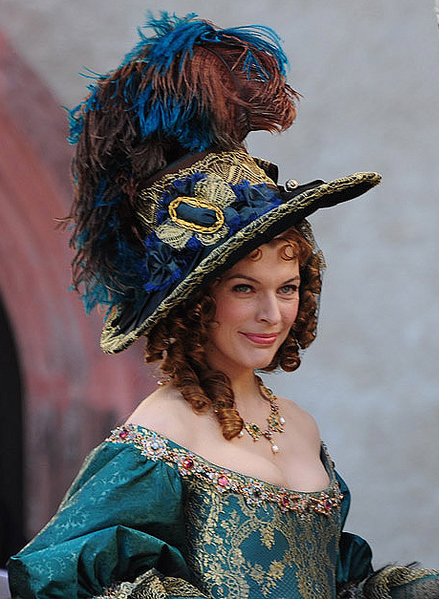
Milla Jovovich (Milady de Winter)
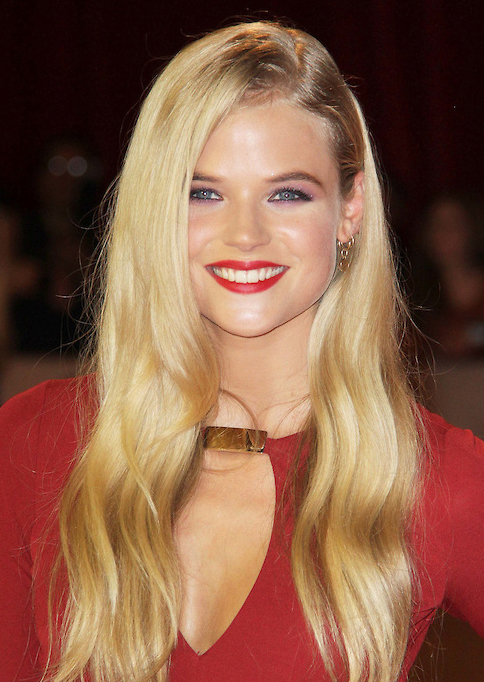
Gabriella Wilde[Note 3] (Constance Bonacieux)
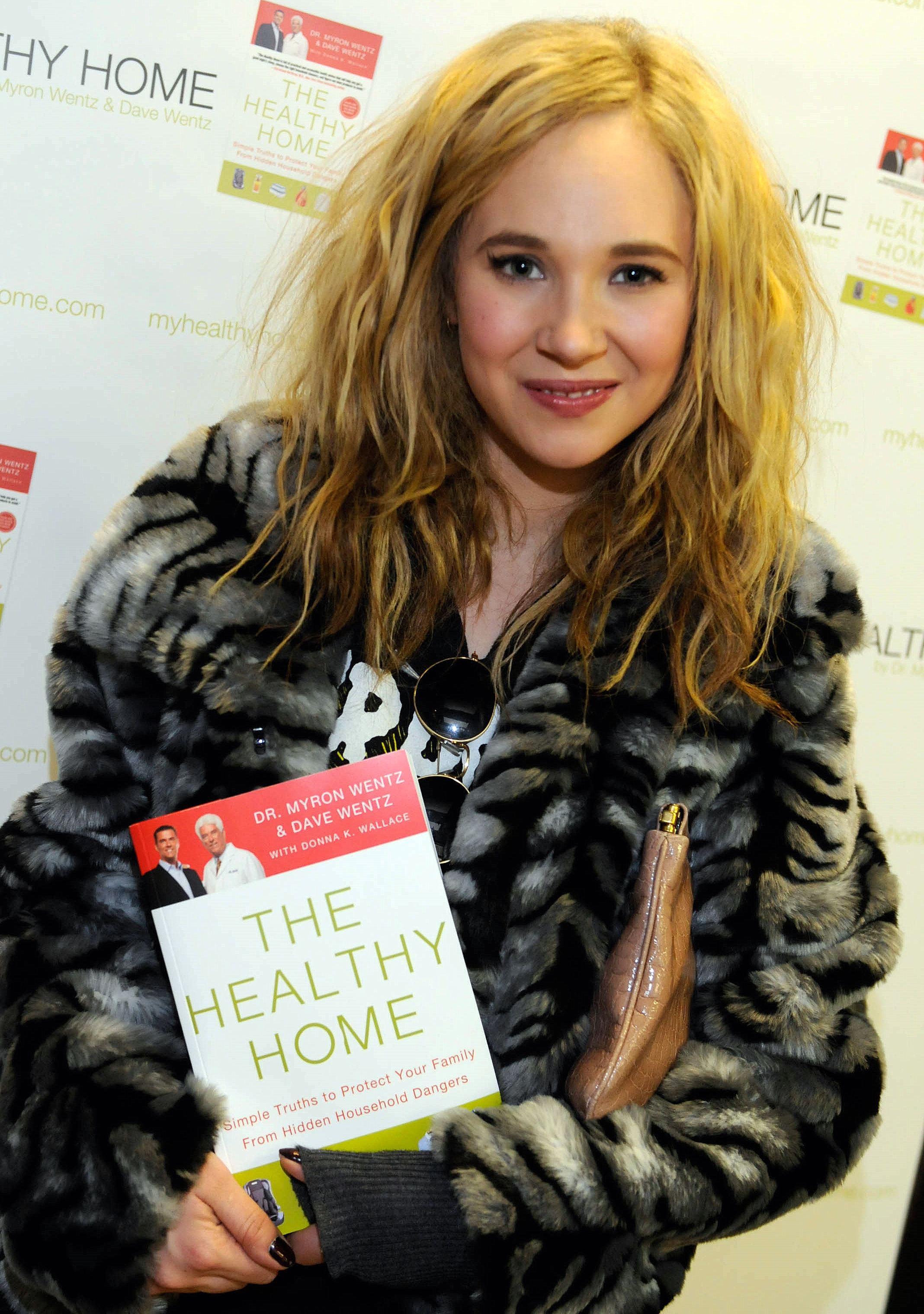
Juno Temple[Note 4] (Anne d'Autriche)
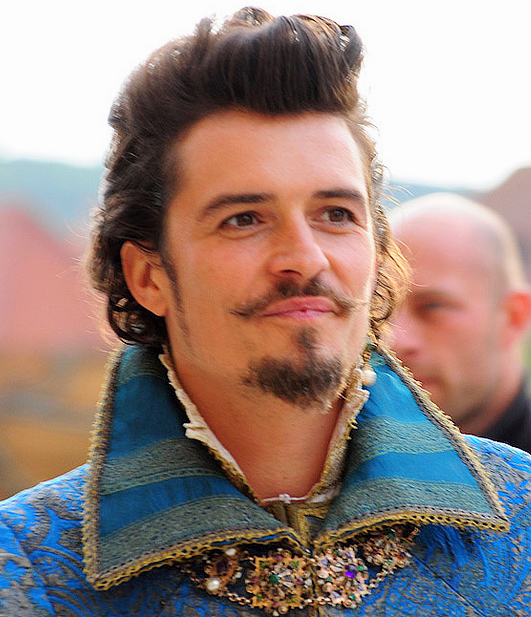
Orlando Bloom (Buckingham)

## Production

### Attribution des rôles
Les acteurs principaux, principalement Logan Lerman, suivent un entrainement intensif en escrime artistique, comme l'explique le producteur Jeremy Bolt : « Il est très intelligent, il manie très bien l'épée, et il a un excellent contact avec les gens. Logan Lerman a suivi un entraînement intensif avec un maître d'armes et s'est révélé un formidable épéiste. » Christoph Waltz a quant à lui fait de nombreuses recherches sur le cardinal de Richelieu et a lu de nombreuses biographies.

### Tournage
Les prises de vue sont effectuées en intérieur aux studios de Babelsberg (Allemagne) et en extérieur à Bamberg, Burghausen, au château de Herrenchiemsee, à la forteresse de Marienberg, à la résidence de Würzburg et à Munich.

Quelques sites de tournage
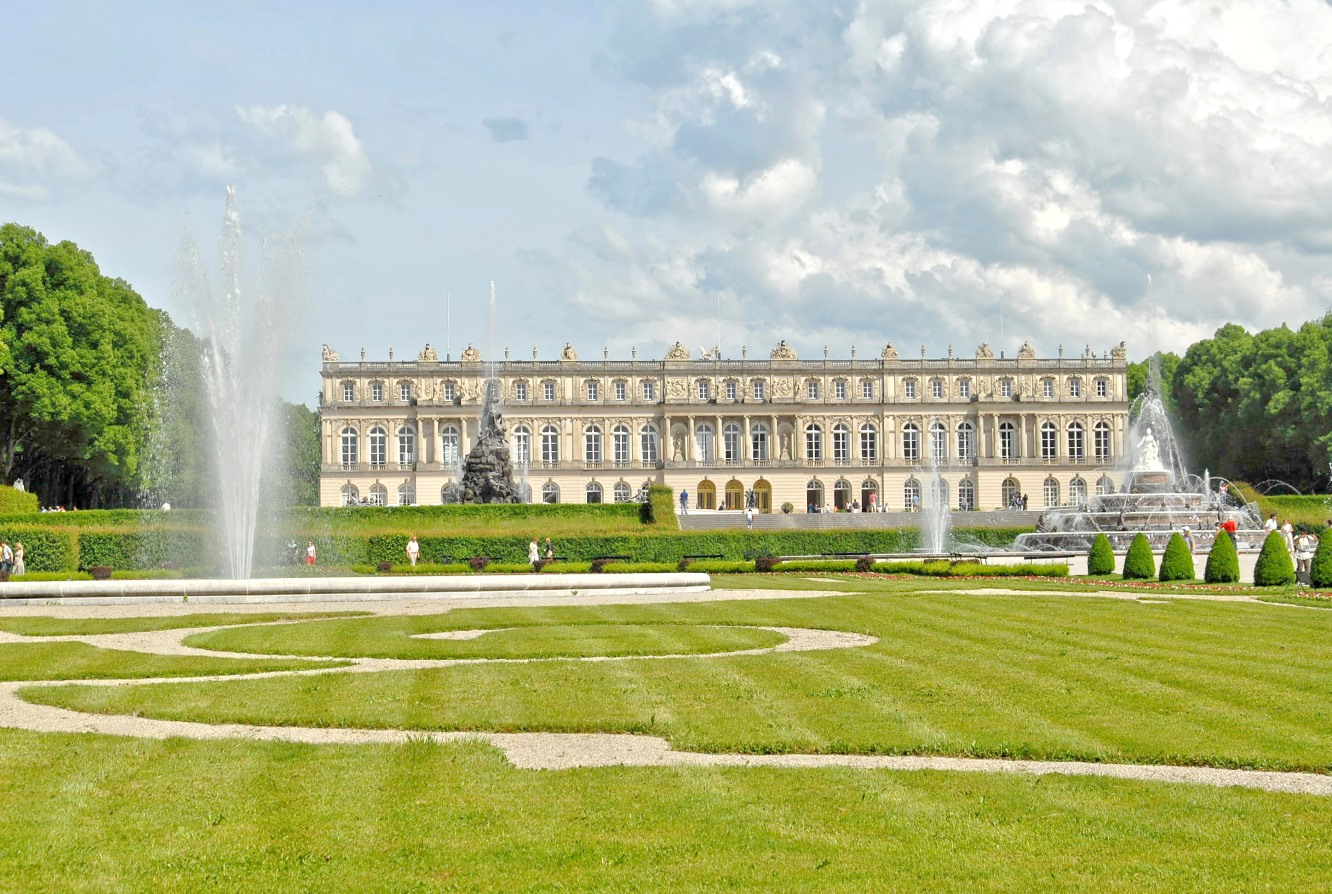
Château de Herrenchiemsee
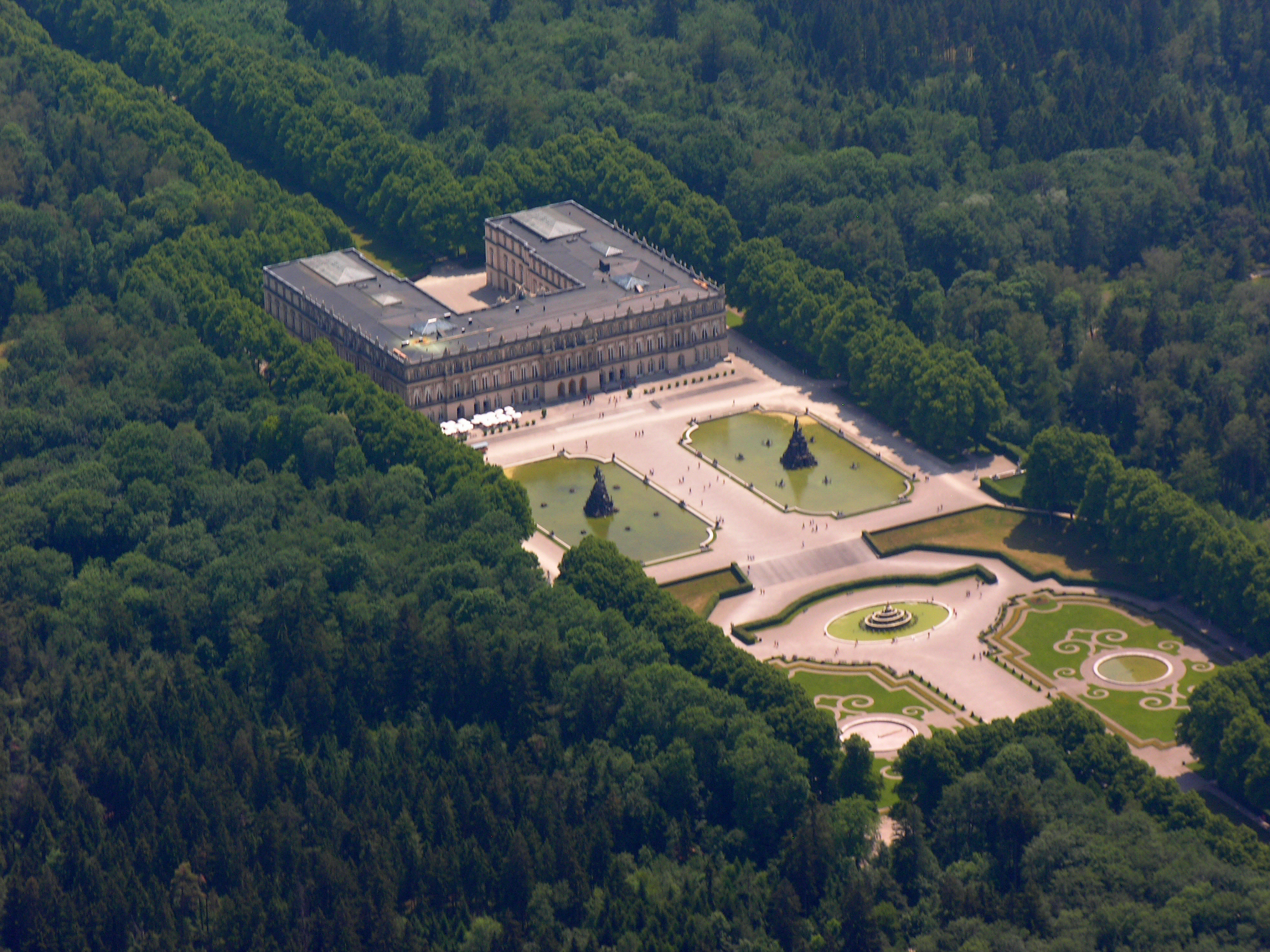
Vue aérienne du château de Herrenchiemsee
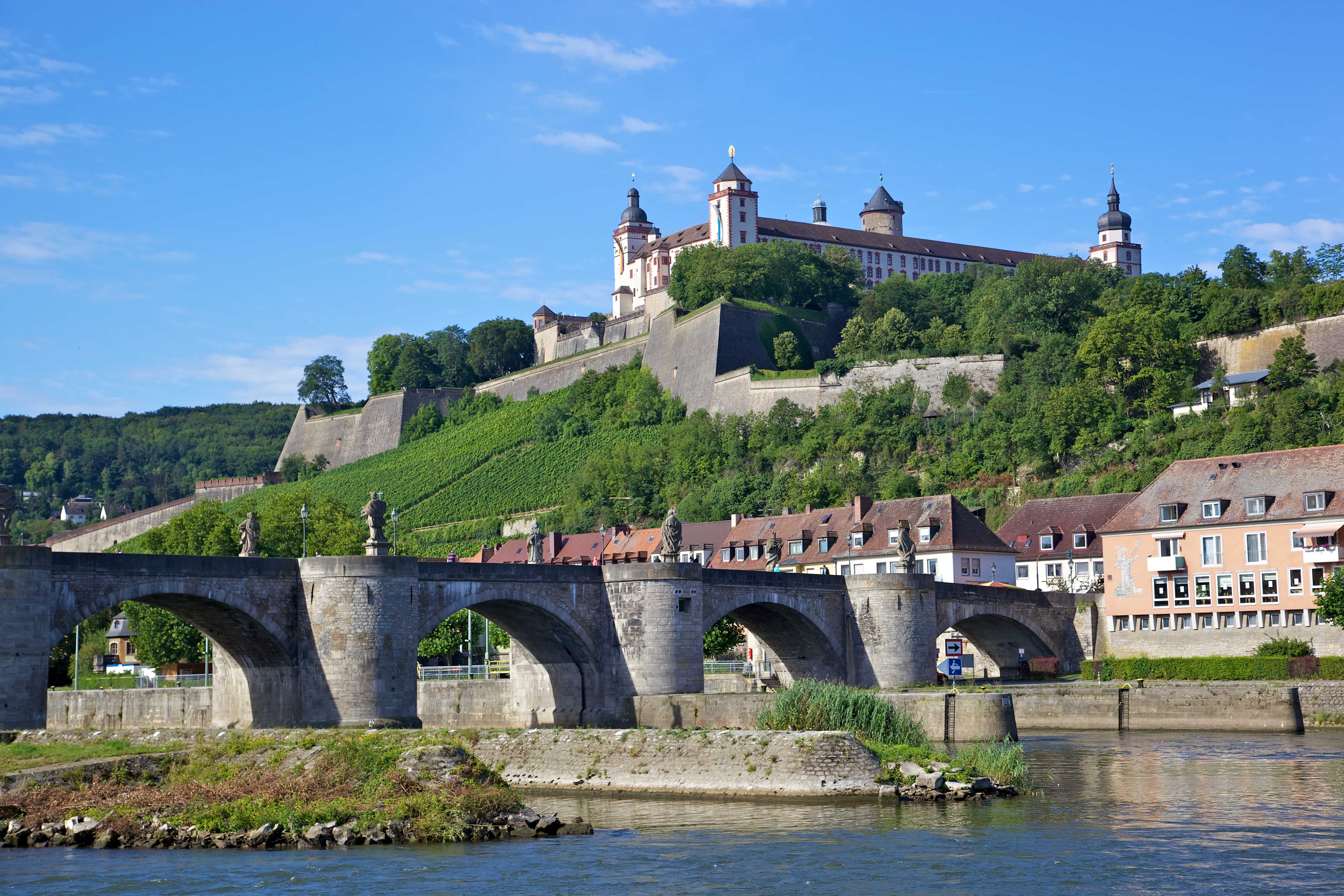
Forteresse de Marienberg
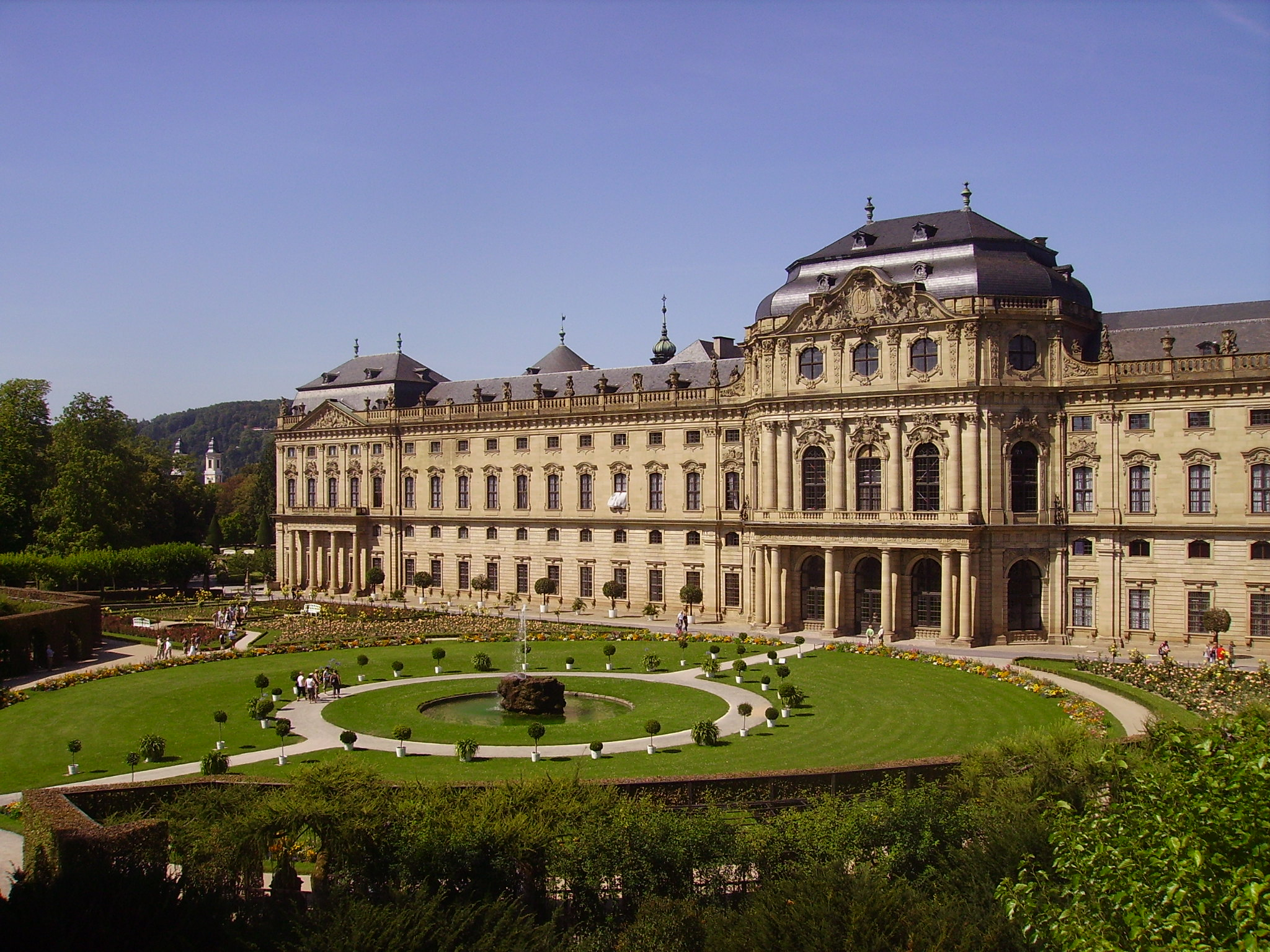
Résidence de Würzburg

Le film est tourné avec des caméras Arri Alexa, développées par Cameron Pace Group (en) pour Avatar de James Cameron. Paul W.S. Anderson a ainsi voulu donner une dimension supplémentaire et particulière aux scènes de combat de son film.

### Musique
La musique du film est composée par Paul Haslinger, qui avait déjà collaboré avec le réalisateur sur le film Course à la mort (2008).
Le groupe britannique Take That a écrit et interprété la chanson inéditée When We Were Young, qui sort en single en août 2011.
| Liste des titres | Liste des titres                       | Liste des titres | Liste des titres | Liste des titres | Liste des titres | Liste des titres | Liste des titres | Liste des titres | Liste des titres |
| No               | Titre                                  | Durée            |                  |                  |                  |                  |                  |                  |                  |
| ---------------- | -------------------------------------- | ---------------- | ---------------- | ---------------- | ---------------- | ---------------- | ---------------- | ---------------- | ---------------- |
| 1.               | Only Four Men                          | 2:15             |                  |                  |                  |                  |                  |                  |                  |
| 2.               | Special Delivery for The King          | 2:26             |                  |                  |                  |                  |                  |                  |                  |
| 3.               | Buckingham's Departure                 | 1:20             |                  |                  |                  |                  |                  |                  |                  |
| 4.               | All For One                            | 1:48             |                  |                  |                  |                  |                  |                  |                  |
| 5.               | Do You Know Who I Am?                  | 2:03             |                  |                  |                  |                  |                  |                  |                  |
| 6.               | As Far Away As Possible                | 1:40             |                  |                  |                  |                  |                  |                  |                  |
| 7.               | The King and Queen                     | 1:38             |                  |                  |                  |                  |                  |                  |                  |
| 8.               | Announcing Lady De Winter              | 0:50             |                  |                  |                  |                  |                  |                  |                  |
| 9.               | Concealed Weapons Tango                | 1:00             |                  |                  |                  |                  |                  |                  |                  |
| 10.              | Get Me One of Those!                   | 2:32             |                  |                  |                  |                  |                  |                  |                  |
| 11.              | The Venice Heist                       | 5:15             |                  |                  |                  |                  |                  |                  |                  |
| 12.              | She Died The Way She Lived             | 1:44             |                  |                  |                  |                  |                  |                  |                  |
| 13.              | I Hate Air Travel                      | 1:00             |                  |                  |                  |                  |                  |                  |                  |
| 14.              | Rochefort Ante Portas                  | 1:15             |                  |                  |                  |                  |                  |                  |                  |
| 15.              | Open Fire!                             | 2:36             |                  |                  |                  |                  |                  |                  |                  |
| 16.              | A Chance to Escape                     | 1:05             |                  |                  |                  |                  |                  |                  |                  |
| 17.              | Round Two                              | 1:50             |                  |                  |                  |                  |                  |                  |                  |
| 18.              | If You Insist!                         | 1:48             |                  |                  |                  |                  |                  |                  |                  |
| 19.              | You Should Have Apologized to My Horse | 1:48             |                  |                  |                  |                  |                  |                  |                  |
| 20.              | Boys Will Be Boys                      | 1:40             |                  |                  |                  |                  |                  |                  |                  |
| 1:02:25          |                                        |                  |                  |                  |                  |                  |                  |                  |                  |

## Accueil

### Critique
Le film reçoit des critiques en dessous de la moyenne. Sur l'agrégateur américain Rotten Tomatoes, il récolte 26% d'opinions favorables pour 96 critiques et une note moyenne de 4,2⁄10. Sur Metacritic, il obtient une note moyenne de 35⁄100 pour 15 critiques.
En France, le film obtient une note moyenne de 2,3⁄5 sur le site AlloCiné, qui recense 11 titres de presse.

### Box-office
Le film récolte plus de 130 millions de dollars dans le monde. Ces résultats sont assez décevants, en raison d'un budget estimé à 75 millions de dollars (sans la promotion).
| Pays ou région    | Box-office      | Date d'arrêt du box-office | Nombre de semaines |
| ----------------- | --------------- | -------------------------- | ------------------ |
| États-Unis Canada | 20 374 484 $    | 29 décembre 2011           | 10                 |
| France            | 440 267 entrées |                            | -                  |
| Total mondial     | 132 274 484 $   | -                          | -                  |

Le film n'ayant pas obtenu de très bons résultats au box-office aux États-Unis, Milla Jovovich — la femme du réalisateur et actrice du film — a accusé la société de distribution Summit Entertainment de ne pas avoir fait son travail correctement, étant surtout préoccupée de la promotion du quatrième film de la saga Twilight. Déçue du résultat, l'actrice est partie à Tokyo avec Paul W. S. Anderson, Gabriella Wilde et Logan Lerman pour faire la promotion du film[réf. nécessaire].

## Commentaires
Le film ne suit pas l'histoire du livre, mais néanmoins divers éléments de l'œuvre d'Alexandre Dumas s'y trouvent : 
- D'Artagnan arrive à Paris pour être un mousquetaire
- Épisode du collier (les ferrets) de la reine Anne d'Autriche
- Milady n'hésite pas à trahir Athos pour ses propres intérêts

Comme dans de nombreux autres films, on peut ici entendre un cri Wilhelm lorsqu'un garde du Cardinal tombe lors de la bataille finale à Notre-Dame.
Au début du film, une carte de l'Europe présente notamment le royaume (fictif) de Wurtzburg. Il s'agit d'un clin d'oeil à la ville allemande de Wurtzbourg, où a été tourné en partie le film.